# Hannes Grym
Hannes Grym (19 novembre 1996) è uno sciatore alpino svedese.

## Biografia
Specialista delle prove tecniche attivo dal dicembre del 2011, Hannes Grym ha esordito in Coppa Europa il 27 gennaio 2015 a Lélex in slalom gigante, senza completare la gara; nella stagione 2015-2016 ha vinto la medaglia d'argento nella gara a squadre ai Mondiali juniores di Soči/Roza Chutor. È inattivo dal dicembre del 2023; non ha debuttato in Coppa del Mondo e non ha preso parte a rassegne olimpiche o iridate.

## Palmarès

### Mondiali juniores
- 1 medaglia:
  - 1 argento (gara a squadre a Soči/Roza Chutor 2016)